# آغاز بهار (مجموعه تلویزیونی)
آغاز بهار (لهستانی: Przedwiośnie) یک مجموعهٔ تلویزیونی درام تاریخی لهستانی است که در سال ۲۰۰۲ منتشر شد.

## گزیدهٔ بازیگران
- ماتئوش دامینتسکی
- کریستیانا یاندا
- یانوش گایوس
- دانیل اولبریخسکی
- ماوگوژاتا لوینسکا
- اوروشولا گرابوفسکا
- کارولینا گروشکا
- ماچئی اشتور
- روبرت گونرا
- کشیشتف گلوبیش
- یان نووینسکی
- ووادیسواف کووالسکی
- وویچیخ شمیون
- بوریس شیتس
- الکساندر بلیاوسکی
- کاتاژینا وانیفسکا
- دانوتا شافلارسکا
- تِـرِسا اشمیگیلوونا
- مارچین دوروچینسکی
- کریستینا رودکوفسکا-اوله‌ویچ
- استانیسواف باناشوک
- یاکوب پشبیندوفسکی
- نوربرت راکوفسکی